# シャミル・バサエフ
シャミル・サルマノヴィチ・バサエフ（シャミール・バサーエフ、Shamil Salmanovich Basayev 、Шамиль Салманович Басаев、1965年1月14日 - 2006年7月10日）は、チェチェン独立派の強硬派指導者。 チェチェン共和国南部のドゥイシュニ・ヴェジェノ村生まれ、ヤルホロイ部族出身。19世紀のチェチェン抵抗運動の指導者シャミールの名から命名された。
南コーカサスの野戦指揮官として出発したバサエフは、何年にもわたってロシア軍に対するゲリラ作戦を指揮し、「チェチェンからのロシア兵の撤退」を目標に、大量に民間人を人質に取った。 1997年から1998年まで、彼はアスラン・マスハドフ政権で離脱国家の副首相も務めた。2003年から、バサエフは「アミール」という名前と称号を使用した。バサエフの冷酷な評判が悪名を馳せるにつれて、彼は仲間の間で尊敬されるようになり、最終的に最高位のチェチェン軍司令官になり、チェチェン紛争の誰もが認める指導者であると同時に、すべての上級指導者であると見なされるようになった。

## 来歴

### 親ロシア派時代
1987年、モスクワ土地整理技師専門学校に入学したが、1年後、成績不振により除籍。暫くの間、モスクワでコンピュータ売買などによって生計を立て、1989年から1991年までイスタンブールのイスラム大学で学んだ。1991年、カフカス人民同盟軍（カフカス山地民同盟）に参加した。同年8月のクーデター未遂事件では、エリツィン側に立ってロシア連邦最高会議ビル（ホワイトハウス）の防衛に参加した。
クーデター後、チェチェンに戻り、1991年11月、トルコでアエロフロート航空機ハイジャック事件を起こす。1992年、カフカス人民同盟軍司令官に就任。1992年から1993年にかけて、アブハジア紛争に武装勢力「チェチェン大隊」を率いて介入し、義勇軍を称してアブハジア独立を阻止する立場のグルジア政府軍と戦う。この戦闘に介入した裏には、ロシア連邦軍参謀本部情報総局（GRU）の工作があったとされ、バサエフ麾下の武装勢力は、GRUによって直接訓練を受け、アブハジアに介入するように指示されたと言われている。
1996年3月12日のネザヴィシマヤ・ガゼータ紙のインタビューで、バサエフはロシア第345空挺連隊に基づいて訓練を受けたという情報を否定し、「受け入れられなかったため、チェチェン人は一人もそこで勉強しなかった」と語った。
チェチェン分離主義者の代表らは、バサエフのロシア諜報機関への協力疑惑を常に否定し、支持者の目から見てバサエフの信用を傷つけようとする意図的な試みだと主張してきた。

### 独立派へ
1994年12月、第一次チェチェン戦争勃発後、バサエフは、独立派のジョハル・ドゥダエフの指揮下に加わり各地を転戦した。バサエフはグロズヌイ守備隊指揮官に任命される。1995年6月、ブジョンノフスク病院占拠事件の首謀者として、和平交渉を拒否していたロシア連邦政府の譲歩を引き出すことに成功し、民族の英雄として目されるようになる。しかし、ロシア側の報復も激しく、バサエフの生地ヴェデノはロシア空軍の空爆に遭い、彼の家族11人も犠牲となった。1996年末、第一次チェチェン戦争がハサヴユルト合意によって一応の終結を見、1997年1月にチェチェン大統領選挙に立候補したが、穏健独立派のアスラン・マスハドフに敗れ、落選する。マスハドフ政権では、閣僚や国軍副司令官を歴任するが、次第にマスハドフとの間に路線対立を起こすようになる。また、この間に、ボリス・ベレゾフスキーから資金援助を受けている。
1999年、アラブ人の野戦部隊司令官アミール・ハッターブと共同して、隣国ダゲスタンに侵入し、第二次チェチェン戦争の原因を作った。この他、2002年のモスクワ劇場占拠事件の背後にもバサエフがいたとされる。2004年8月24日のモスクワバス停爆破事件、同日起こった二機の旅客機自爆撃墜、8月31日のモスクワ・リガ駅自爆事件、そして9月1日から9月3日にかけて起きた北オセチア・ベスラン学校占拠事件など、ロシア国内での主要なテロ事件に関して、自らのウェブサイトで犯行声明を出した。
2005年3月9日、アスラン・マスハドフがロシア連邦保安庁（FSB）特殊部隊によって殺害されたことを受けて、バサエフは3月10日「聖戦継続」を呼び掛ける声明を発表した。バサエフはウェブサイトに掲載した声明で「マスハドフのために戦った者は休むがよい。アラーのために戦う者の聖戦は続く」と述べた。マスハドフ殺害に対する報復を名目に新たなテロに踏み切る可能性を示唆した。また、マスハドフの後継者には、チェチェン独立派のアブドゥル＝ハリーム・サドゥラエフ宗教裁判所長官が暫定的に就任するべきだと主張した。バサエフは、無名の存在に近いアブドゥル＝ハリーム長官を前面に立てて、チェチェン独立派内で実質的権力を掌握しようという思惑があったと思われる。
2006年6月27日、アブドゥル＝ハリームの後を継いだドク・ウマロフ大統領により、副大統領に任命。

### 死亡
2006年7月10日、ロシア南部イングーシ共和国でロシア軍部隊の作戦によりドローンを使った爆発物によって数名の仲間と共に爆殺された。41歳であった。

## 評価
バサエフの、独立運動のためならテロ行為も辞さないという姿勢は、当時独立戦争を戦う中で戦意の高まっていたチェチェン国内ではそれなりの支持を集めていた。しかし、国内穏健派や、それまでチェチェン独立派を支援してきた国外の勢力などは、独立派全体に「テロリスト」というイメージがつくことを恐れ、バサエフの強硬路線には批判的であった。そのため、一部のNGOなどは、「実はバサエフとロシア当局が共謀しているのではないか」などの陰謀論を展開し、あくまでも数々のテロ行為は独立派の行為ではなく、バサエフの単独行動であると主張している。